# James Ward (Maler)

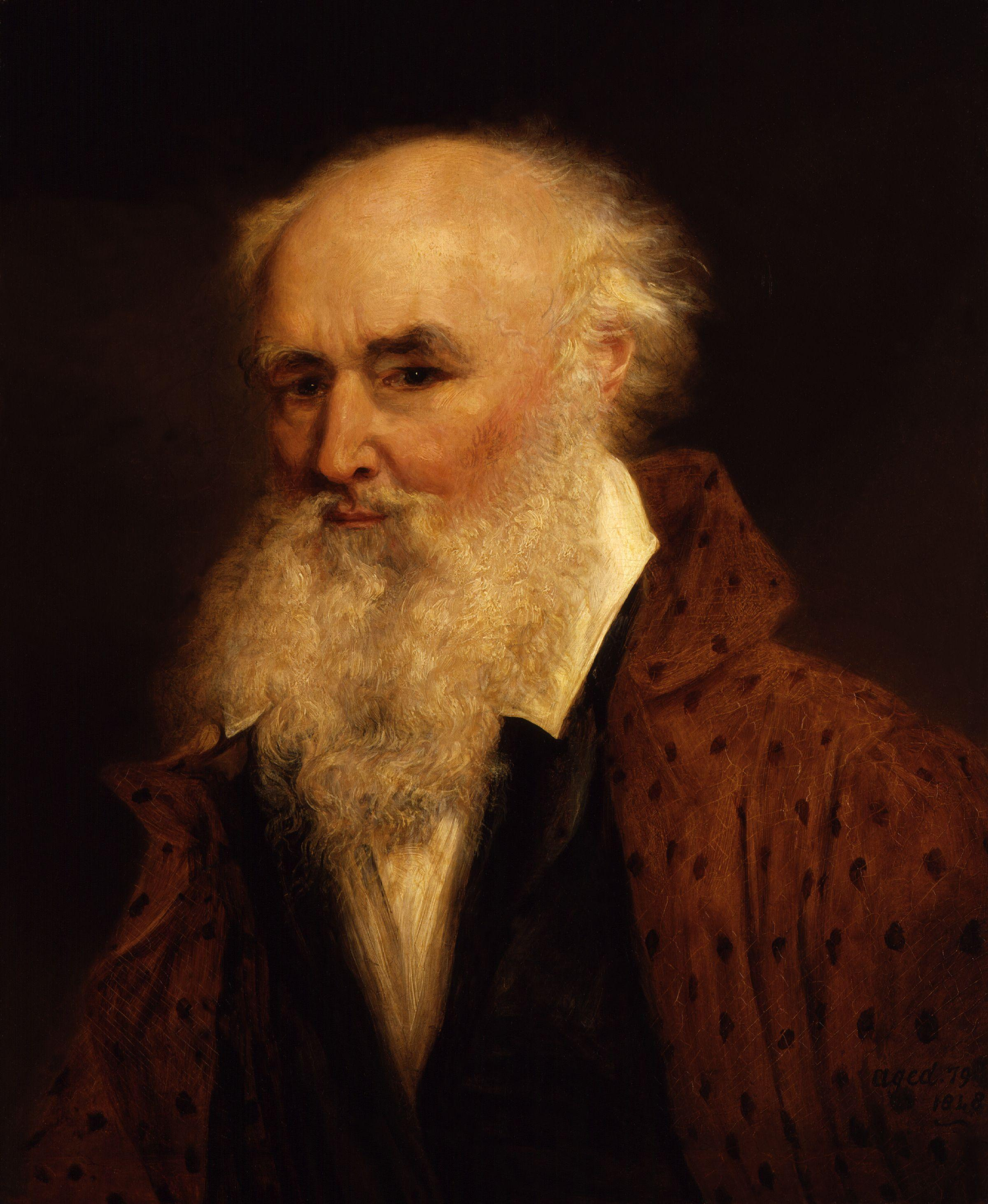
James Ward (Selbstporträt, 1848)

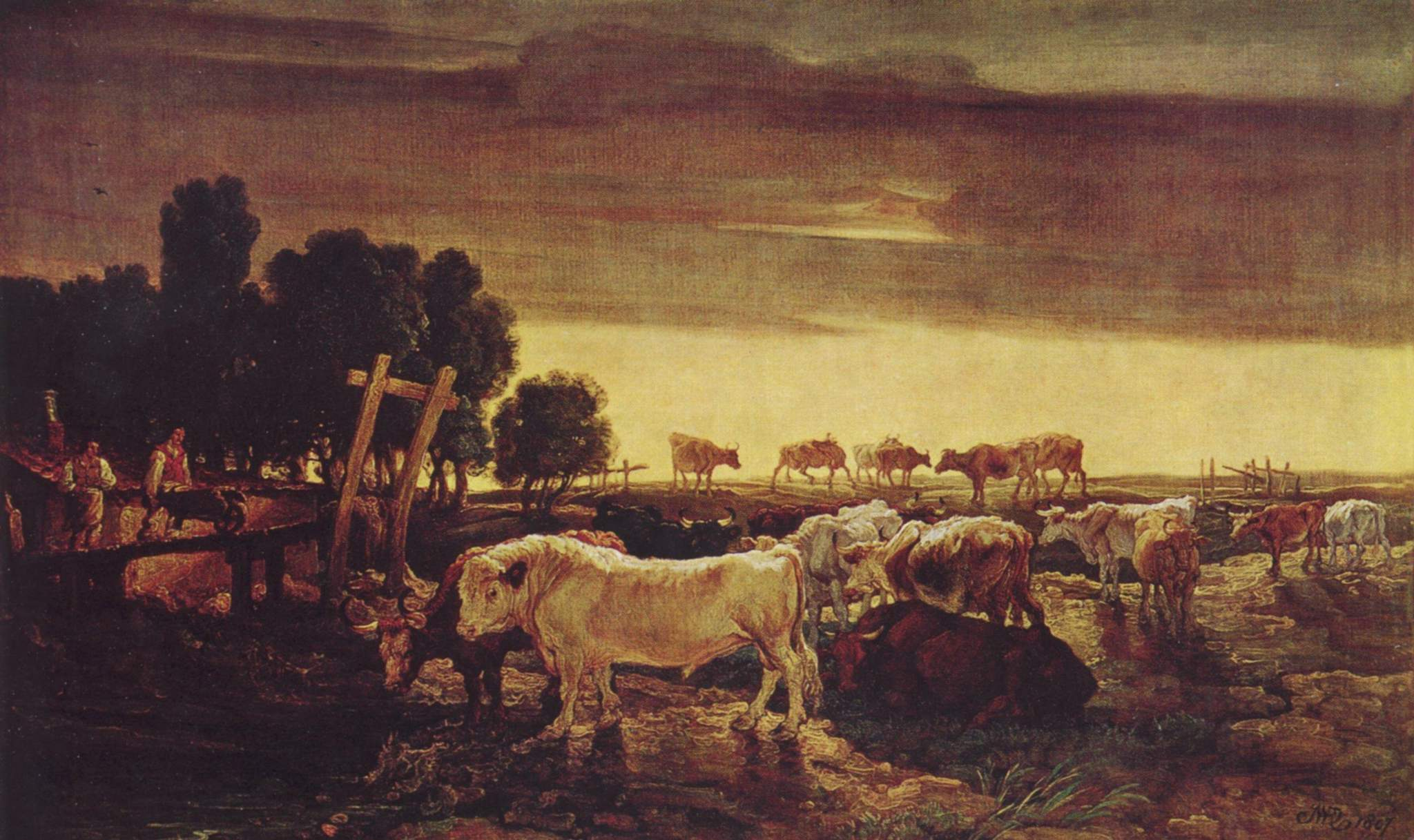
Regent’s Park von 1807

James Ward (* 23. Oktober 1769 in London; † 23. November 1859 in Cheshunt, Hertfordshire) war ein britischer Maler.

## Leben
James Ward war hauptsächlich als Tierzeichner, aber auch als Schlachten- und Genremaler tätig. Viele seiner Zeichnungen mit Tieren sind durch Kupferstiche bekannt geworden, gesammelt in einem von John Boydell 1805 veröffentlichtes Werk.
Im Auftrag der Britischen Regierung, malte er eine gigantische allegorische Darstellung der Schlacht bei Waterloo, die bis heute verschollen ist. Außerdem schuf er mehrere Genrebilder, darunter Szenen mit Schmugglern und Wilddieben. 1811 wurde er Mitglied der Londoner Akademie.
Seine Enkelin Henrietta Ward, ebenfalls Malerin, heiratete 1848 den Maler Edward Matthew Ward. Sein Ur-Enkel Leslie Ward wurde unter dem Pseudonym Spy ein bekannter Karikaturist der Zeitschrift Vanity Fair.